# ليونارد ديفيس
ليونارد ديفيس (بالإنجليزية: Leonard Davis)‏ (و. 1978  م) هو لاعب كرة قدم أمريكية، من الولايات المتحدة، ولد في ورتام، يلعب كحارس ‏.

## التعليم
تعلم في Wortham High School (Texas) ‏.

## روابط خارجية
- ليونارد ديفيس على موقع مرجع كرة القدم المحترفة.كوم (الإنجليزية)